# ルクセンブルクのスポーツ
ルクセンブルクのスポーツでは、ルクセンブルク大公国におけるスポーツ事情について記述する。

## 特徴
ルクセンブルクは人口がわずか62万人（2020年時点）という小国だけに、スポーツ選手の絶対数も少なく、国内のスポーツのレベルも（自転車競技を除き）高いとは言いがたい。しかしそれ故に「ルクセンブルク代表」として国際大会に出場することが容易であること、またルクセンブルクは欧州連合（EU）加盟国であり他のEU諸国からの帰化が比較的認められやすいことから、国際大会で優勝争いができるだけの実力を持ちながら何らかの事情で出生国の代表となることが叶わない他の欧州諸国の選手が、国際大会への出場権を求めてルクセンブルク国籍を取得するケースがある。過去には、アルペンスキーのマーク・ジラルデリの例などが有名である。

## 自転車競技

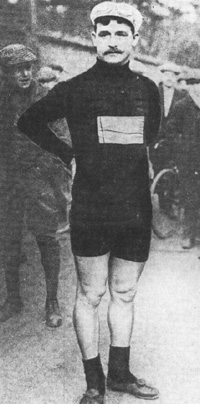
フランソワ・ファベール

ルクセンブルクは、これまでツール・ド・フランス総合優勝者を過去に延べ5人輩出している。1909年に総合優勝を果たしたフランソワ・ファベールは、同レース史上初のフランス国籍選手以外の総合優勝者。ニコラ・フランツは、1927年から1928年の同レースにおいて、延べ37日間連続でマイヨ・ジョーヌを堅持し、いずれの年も総合優勝を果たした。
シャルリー・ゴールは1958年に総合優勝を果たしたが、1956年にジロ・デ・イタリアでも総合優勝を果たしている。近年はフランク、アンディのシュレク兄弟の活躍が特筆され、アンディは後日、アルベルト・コンタドールのドーピング違反による失格があったとはいえ、2010年のツール・ド・フランスで総合優勝を果たした。これらの実績を加味し、自転車競技が当国で最も人気のあるスポーツだと言える。

## サッカー
ルクセンブルクにおけるサッカーの歴史は古く、今から110年以上前の1910年にサッカーリーグの『ルクセンブルク・ナショナルディビジョン』が創設された。リーグは14クラブから構成されており、ASジュネス・エシュが最多28度の優勝を飾っている。また、日本との関係ではサッカールクセンブルク代表のジェルソン・ロドリゲスが、2019年にJリーグのジュビロ磐田に在籍していた事でも知られる。